# Чаулева къща
Чаулевата къща (на македонска литературна норма: Чаулева куќа) е възрожденска къща в град Охрид, Северна Македония. Сградата е обявена за значимо културно наследство на Северна Македония.

## История
Къщата е разположена във Вароша, на улица „Цар Самуил“ № 44. Построена е във втората половина на XVIII век и е сред малкото напълно запазени и интериорно и екстериорно възрожденски къщи в Охрид от този период. Била е собственост на Паско Чауле (Руник). Към началото на XXI век е къща за гости, наречена „Вила Йован“.

## Архитектура
Къщата има три нива. Начинът на изграждане е традиционен, характерен за епохата – каменно приземие и етажи с дървена паянтова конструкция. Вторият етаж е еркерно издаден, подпрян с дървени косници, като така е коригирана неправилната форма на приземиено и е уголемена жилищната площ на етажа. Изобщо къщата е добър пример за получаване на максимално пространство.
Покривът е с характерни леки склонове и е дървена конструкция с покритие от стари турски керемиди. Фасадата на сградата е бяла, с характерни дървени обшивни дъски. На прозорците на приземието има решетки, а дърводелството е доста лошо, особено на приземния етаж, където има барове, вградени в прозорците от съображения за сигурност. Промените, които къщата е претърпяла, са малко – приземният етаж от чехларска работилница е превърнат в кухня с трапезария и са доградени стълби от приземието до първия етаж.